# Villa Albani
Villa Albani (později Villa Albani-Torlonia) je vila ležící na cestě Via Salaria v Římě. Postavil ji architekt Carlo Marchionni pro kardinála Alessandra Albaniho. Projektována byla v roce 1745, přičemž samotná výstavba byla zahájena roku 1751. Dokončena byla roku 1763. Později byla budova prodána rodu Chigi a následně Torlonia.